# اس‌اس پیکوبن (۱۹۲۳)
اس‌اس پیکوبن (۱۹۲۳) (به انگلیسی: SS Pickhuben (1923)) یک کشتی بود که طول آن ۲۳۰ فوت ۷ اینچ (۷۰٫۲۸ متر) بود. این کشتی در سال ۱۹۲۳ ساخته شد.